# 丸山城 (伊賀国)
丸山城（まるやまじょう）は、三重県伊賀市枅川（ひじきがわ）にあった日本の城。

## 概要
丸山城は伊賀盆地の中央に位置し、標高180-210mの独立した丘陵に築かれた。城名については、城山が丸い形をしていたことから名づけられている。周辺の水田との比高は20-60mで、丸山の最高所213mに天守台を設け、丘陵全体に大小の曲輪を配置し、当地域では最大規模になる。伊賀国の中世城郭は単郭方形構造の中心に居館を持つのを基本形式にしているが、本城は軍事施設としての大規模な城郭で、比自岐川、木津川が堀として機能を果たし、天然の要害でもあった。また比自岐川の対岸には、滝川三郎兵衛城、嵯峨尾主馬城と呼ばれる小規模城郭が認められる。

## 沿革

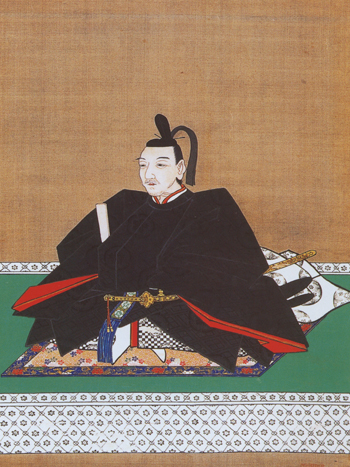
織田信雄画像

伊賀国で国司の北畠具教が隠居城として1575年（天正3年）に築城を決め、同地域の土豪を説得、翌1576年（天正4年）正月より人夫衆を動員し作事を行ったが、織田信長と不和になり三瀬館に引き上げた。
北畠氏の養子となっていた織田信長の次男・北畠信意（織田信雄）は、伊勢国を掌握すると伊賀国の領国化を狙っていたが、1578年（天正6年）2月、伊賀国の郷士下山甲斐が北畠信雄を訪れ、伊賀国への手引きを申し出た。北畠信雄は同年3月家臣滝川雄利に丸山城の修築を命じた。

これを知った伊賀国郷士衆は驚き、丸山城の西にある天童山に密偵を送り、築城の様子をうかがった。この時の様子が、｢丸山城指図 山城也、此山根置周取廻六百九十六間、山下地形よ里山までの高サ三十間有南方を正面とす 麓より二の丸へ越登道九折にして六十九間 山下整地広さ南北四十四間 東西二十五間 右整地之内に三層の殿主あり天守台六間四方台の高さ三間四方石垣なり｣(『伊賀旧考』)

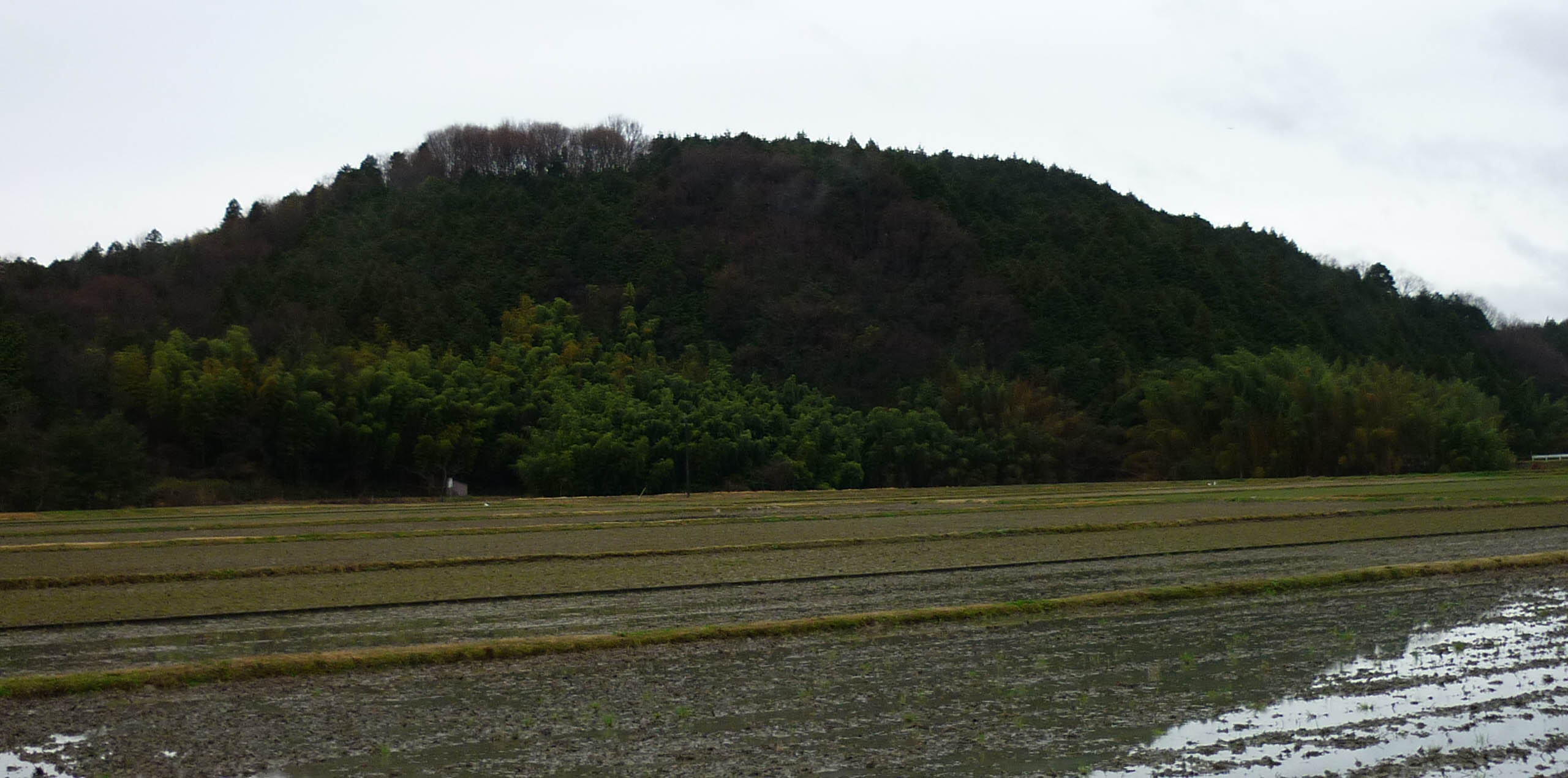
城跡がある丸山（丸山城北側より撮影）

とあり、3層の天守や天守台は石垣で固められ、また二の丸への登城道は9回折れているなど、規模壮大な城であったと記されている。
これに驚いた伊賀郷士11名が集まり、完成までに攻撃することを決めた。丸山城周辺の神戸、上林、比土、才良、郡村、沖、市部、猪田、依那具、四十九、比自岐衆が集結し、同年10月25日に攻撃を開始した。不意を突かれた滝川雄利軍や人夫衆は混乱し、昼過ぎには伊勢国に敗走した。
翌天正7年（1579年）9月16日、北畠信意は8000兵を率いて伊賀国に3方から侵攻したが、伊賀郷士衆は各地で抗戦し北畠信雄軍を伊勢国に敗走させた。第一次天正伊賀の乱と呼ばれている。
敗戦の報を知った織田信長は激怒した。天正9年（1581年）9月3日、再び北畠信意を総大将に5万兵で伊賀国に侵攻、同月6日より戦闘が開始され、各地で進撃し同月11日にはほぼ伊賀国を制圧した。同年10月9日には織田信長自身が伊賀国に視察に訪れている。第二次天正伊賀の乱と呼ばれている。織田信長は阿拝郡、伊賀郡、名張郡を滝川雄利に、山田郡を織田信兼にそれぞれ与えた。

### 廃城
廃城は不明である。1578年（天正6年）の丸山城の戦いで廃城になったという説もあるが、「残る遺構から判断して築城半ばに廃城になった城とは到底考えられない」としていたり、平定の後、信雄比城を滝川三郎兵衛尉雄親に給ふ、其後、雄親当国の諸士と累月戦ひ、国中悉く平きしかば信雄其考を感じ雄親を以て当国の守護とす（『諸国廃城考』）と記されていたりする。滝川三郎兵衛尉雄親とは滝川雄利の別名で、丸山城は滝川雄利に与え伊賀国の守護としたとある。これらの考察により、「伊賀の乱後伊賀守護となった三郎兵衛によって、本格的な築城が行われたと考えるのが妥当である」とし、丸山城の戦い後も存続していた可能性を示唆している。丸山城に滝川雄利が居城し続けたとした場合、織田信雄と豊臣秀吉の対立が進んだ1584年（天正12年）に滝川雄利が伊勢国松ヶ島城の城主として入城していることから、この時に放棄されたと考えられている。

## 城郭

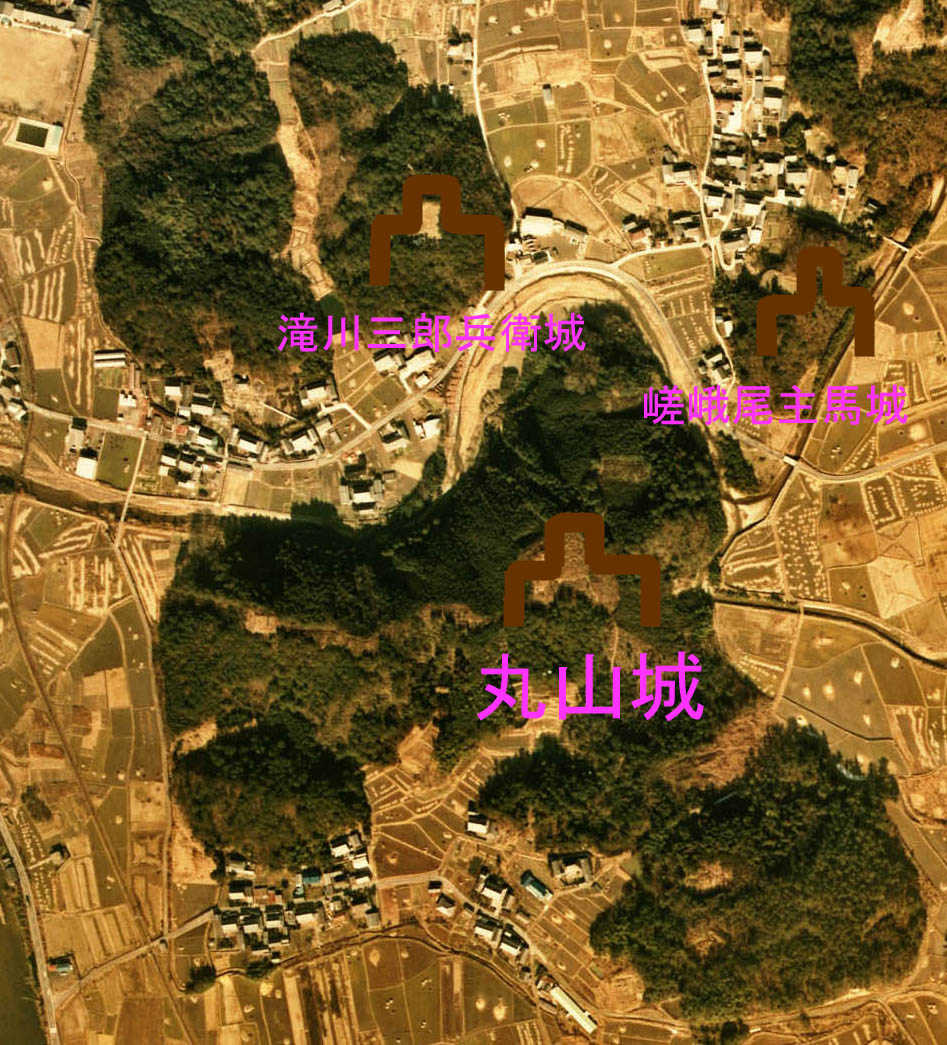
丸山城と周辺地域の空中写真/

丸山城は、後世の開墾等で改変を受けた箇所が若干あるものの、三重県でも非常に保存状態の良い中世城郭である。丸山の最高所に位置する天守台周辺が本丸と考えられ、ここから派生する西、南、北の尾根と丘陵斜面などの地形を利用し、大小の平坦地を設けた城郭となっている。本丸周辺は防御がかなり意識された縄張りとなっているが、本丸周辺外では単調な縄張りとなっている。

### 本丸
本丸（主郭）は東西幅最大で約60m、南北幅最大で約70mの不整形な平坦地となっており、西部分に高さ約4mの天守台を築いている。本丸周辺のには高低差約4mの帯曲輪が巡り、特に南側では2段からなる帯曲輪があり防御性を高めている。本丸の明瞭な虎口は東側で、その周辺には2条の土塁と横堀によって防御された武者隠しがあり、侵入経路を所々屈折させ横矢が効くようにされている特徴がある。これは本丸から西方向には曲輪がなく、防備が弱い谷から登ってくる敵に備えている。このように築城形式は安土桃山時代の城郭にその特徴を見ることができる。また本丸から北側にも虎口があり、その先には堀切と土橋からなる馬出し状の16m×26mからなる曲輪に出て、更に北側には8mの高低差をつけ小曲輪に繋がっている。
|  |  |  |

### 天守

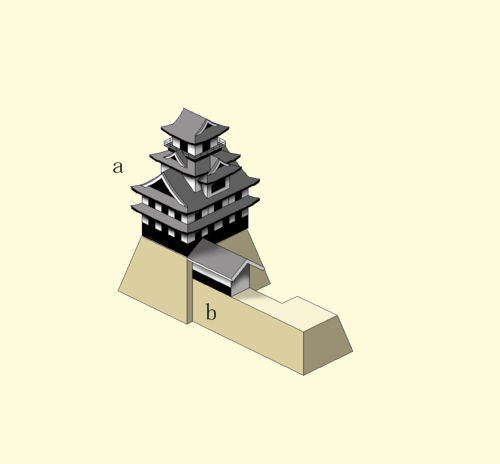
複合式天守の例

天守台は上端部が12m四方が築かれている。天守台の南と北には一段低い方形の張り出しが認められ、付櫓台を添えて複合天守が推定される。天守台斜面には、栗石が認められ周辺に大きな石も散在しており、当初は石垣を築いていたと思われている。『三重県の城』によると「以前は周囲に野面積みの石垣があったが伊賀鉄道の架設の際に持ち運ばれたと伝える」としている。

### その他曲輪
本丸から南側の尾根上に鞍部を利用した曲輪を設けている他、先端部の西と東に高低差がある平坦地を築いている。また西側の尾根の最先端には現在「丸山簡易水道排水池」があり、西の丸と呼ばれている。本丸と西の丸中間地点には、土塁や腰曲輪を持つ曲輪があり、重要な建物があったと想像されている。この周辺には2つの櫓台があり、特に北側の櫓台は円墳を利用したと思われている。
|  |  |  |  |

## 城跡へのアクセス

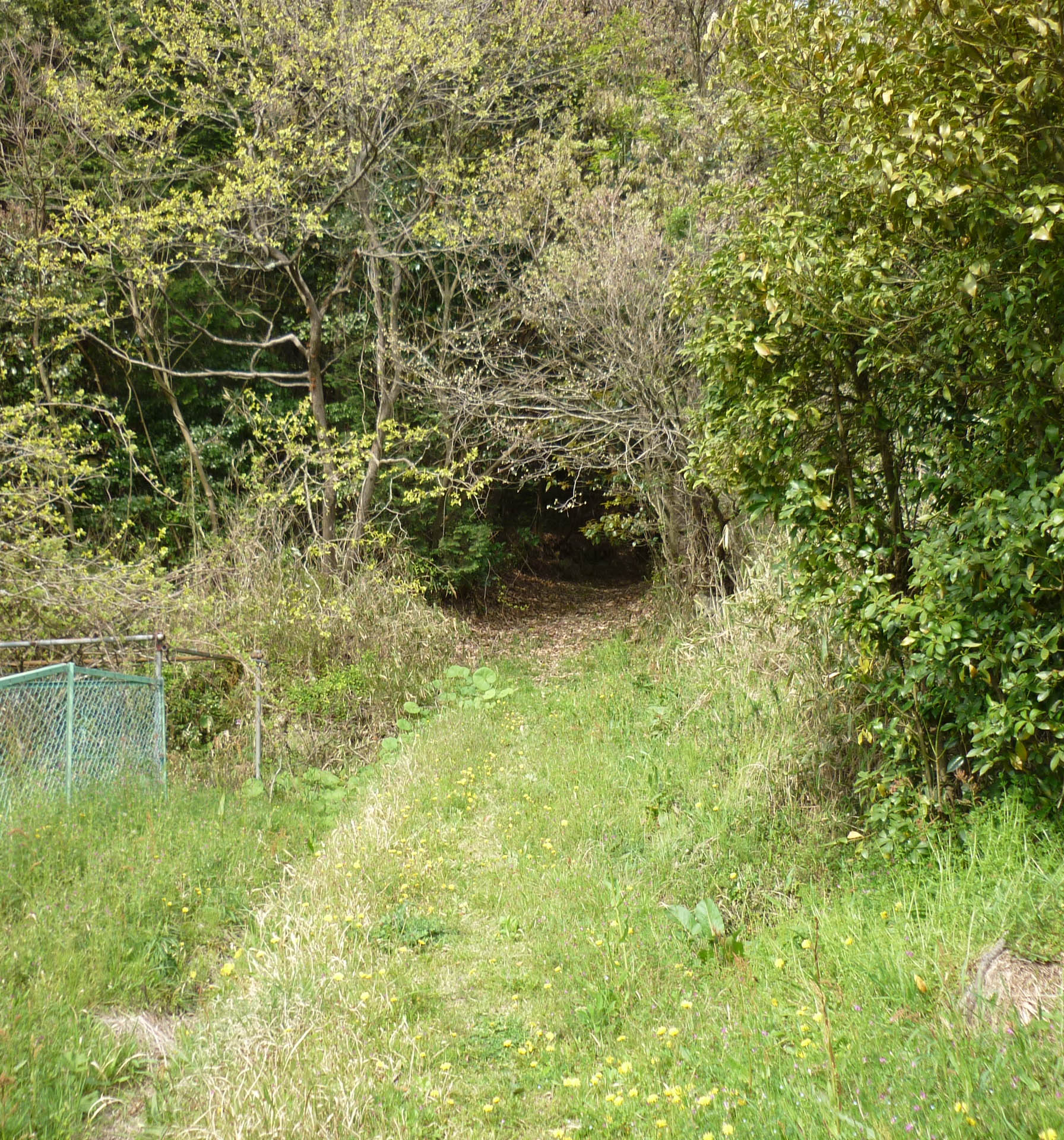
丸山への登城口

- 電車でのアクセス 
  - 伊賀鉄道 伊賀線 丸山駅
  - 徒歩 約20分
- 車でのアクセス 
  - 名阪国道 上野東IC → 国道422号
  - 周辺に駐車場無し

## 丸山城が登場する作品
- 忍びの国 - 築城直後に伊賀衆に爆破された。